# Movable Type
Movable Type (рус. «наборный шрифт», произносится как «Му́вэбл Тайп») — платформа для блогинга, разрабатываемая компанией  Six Apart.
Основная версия Movable Type в настоящий момент — Movable Type Open Source. Но существуют и другие версии с коммерческой поддержкой (Personal, Commercial, Education, Non-Profit), которые отличаются только лицензией и входящим в дистрибутив Professional Pack. Open Source версия располагается на сайте movabletype.org.
Команда разработчиков использует инновационный подход. Множество того, что было разработано ими, в дальнейшем получило поддержку в других платформах для блогов. Например, технология Trackback или OpenID.
Movable Type написан на Perl. В версии 4 для хранения содержимого блога может использоваться любая из следующих баз данных: MySQL, PostgreSQL и SQLite. В зависимости от настроек страницы могут создаваться только динамически, или только статически, или сочетать эти способы.

## Русская версия Movable Type
Благодаря тому, что летом 2007 года была выпущена Open Source версия Movable Type, сторонние разработчики смогли приступить к работе над локализацией платформы. Так, в марте 2008 года участники MT.ru выложили в открытый доступ русский языковой файл для версии 4.1. И спустя всего месяц, была представлена полностью локализованная версия Movable Type 4.1.
Разработка и поддержка русской версии ведётся Андреем Серебряковым на сайте MT.ru, исходный код доступен на GitHub: github.com/saahov/movabletype.

## Основные возможности
- Неограниченное количество блогов на одной инсталляции
- Статическая и динамическая публикация
- Отдельные страницы с любой удобной структурой URL
- Управление медиа файлами (картинки, аудио, видео, и др.)
- Настраиваемые пользовательские роли, управление группами пользователей
- Любое расширение для публикуемых файлов
- Теги (для записей и для медиа объектов)
- Категории, подкатегории
- Встроенная поддержка OpenID